# Haar (Westfalen)

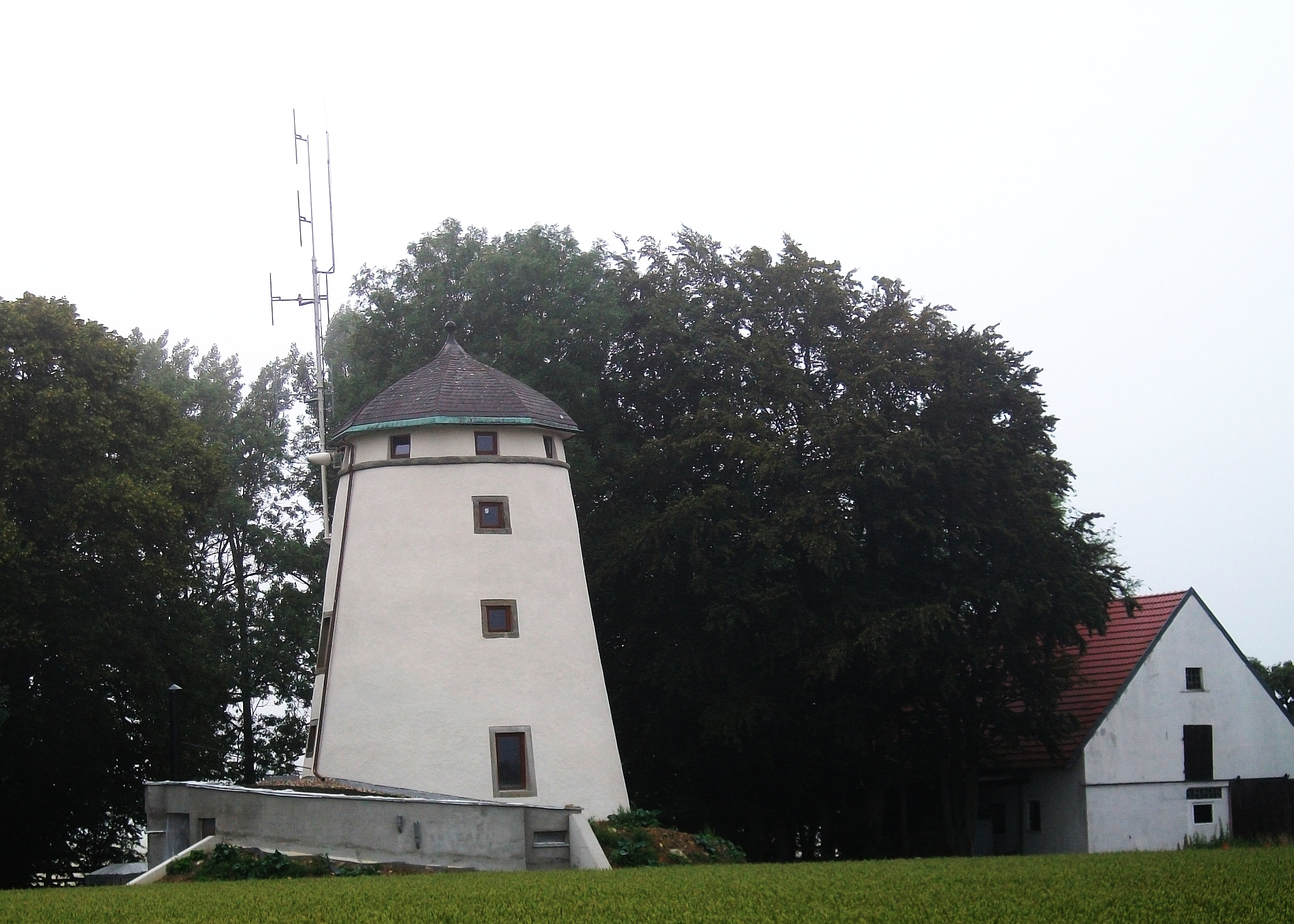
Spitze Warte

Die Haar (auch Haarstrang) ist ein Höhenzug am südlichen Rand der Westfälischen Bucht. Der Haarstrang erstreckt sich von West nach Ost im Süden der Stadt Dortmund sowie der Kreise Unna und Soest in Nordrhein-Westfalen. Naturräumlich stellt er den submontanen Südteil der Hellwegbörden dar, der nördlich von Möhne und Ruhr dem Norden des Süderberglandes gegenübersteht.
Die höchste Erhebung ist mit 391 m ü. NHN die Spitze Warte, die sich bei Rüthen-Hemmern am östlichen Ende des Haarstrangs befindet. Weiter westlich erreicht der Kamm des Höhenzuges meist Höhen um 200 bis 250 m ü. NHN und erhebt sich somit etwa 100 bis 150 m über Ruhr- und Möhnetal im Süden sowie über das durch Oberen und Unteren Hellweg, beides ebenfalls Teile der Hellwegbörden, separierte Tal der Lippe im Norden.
Der rund 300 km² umfassende Haarstrang ist durchweg landwirtschaftlich geprägt und hat seinen ländlichen Charakter auch im westlichsten Teil, der den Südosten von Dortmund und Teilgemarkungen anderer Ruhrgebietsstädte einnimmt, bewahrt.

## Namensherkunft
Der Begriff „Haar“ (fem.) findet sich auch als Namensbestandteil von anderen Höhenformationen, so die „Rothaar“ im südlichen Sauerland (vgl. Rothaargebirge) oder auch bei der Haard nördlich des Ruhrgebietes. „Haar“ bezeichnet in Nordwestdeutschland allgemein einen bewaldeten Höhenzug, verwandt mit dem Namen „Hardt“, siehe Hardt (Toponym). Dabei dürfte Wald (abgeleitet vom Baumharz) die Grundbedeutung sein, vgl. den Flachlandwald Davert („Taubenwald“) bei Münster. Ausweislich mancher Ortsnamen (z. B. „Ruploh“) sowie existierender Restwälder, war der Haarstrang bis ins Mittelalter weitgehend bewaldet.

## Naturräumliche Gliederung
Der Haarstrang gliedert sich wie folgt:
- (zu 542 Hellwegbörden)
  - 542.3 Haarstrang[6]
    - 542.30 Haarhöhe
    - 542.31 Süderhaar
      - 542.310 Herdicker Haar[7]
      - 542.311 Schwerter Lößterrassen
      - 542.312 Bentroper Haar

Die Haarhöhe bildet den eigentlichen Kern-Höhenzug zwischen Holzwickede im Westen und Büren im Osten, dessen Südflanke schroff zu Möhne und Ruhr abfällt, während nach Norden die Übergänge zum Tal der Lippe stufenweise über die (nicht mehr zum Haarstrang gehörigen) Ober- und Unterbörden allmählich voranschreiten. Demgegenüber sind die Hänge der beiden nach Süden abzweigenden Teilgebiete der Süderhaar zur Ruhr sanfter geneigt und haben eher den Charakter der Oberbörden an der Nordseite des Haarstranges. Die Bentroper Haar bei Bentrop ist räumlich getrennt von der Herdicker Haar der Holzwickeder Ortsteile Opherdicke und Hengsen mit dem Wasserschloss Haus Opherdicke im äußersten Südwesten, deren Südteil weiter nach Südwesten in die flachgründige Schwerter Terrasse um Schwerte übergeht, während parallel dazu der Westen in den Grundgebirgshorst des Ardeygebirges mündet, welcher als Teil des Niederbergisch-Märkischen Hügellandes bereits zum Süderbergland gehört.

## Geologie
Der aus Kalksteinen aus Turon und Cenoman aufgebaute Haarstrang bildete die natürliche Grenze für das Vordringen der nördlichen Gletscher des Eiszeitalters. Er gilt als eine der schärfsten Landschaftsgrenzen in Mitteleuropa. Nördlich des Haarstranges findet man zahlreiche Grund- und Endmoränen.

## Boden und Vegetation

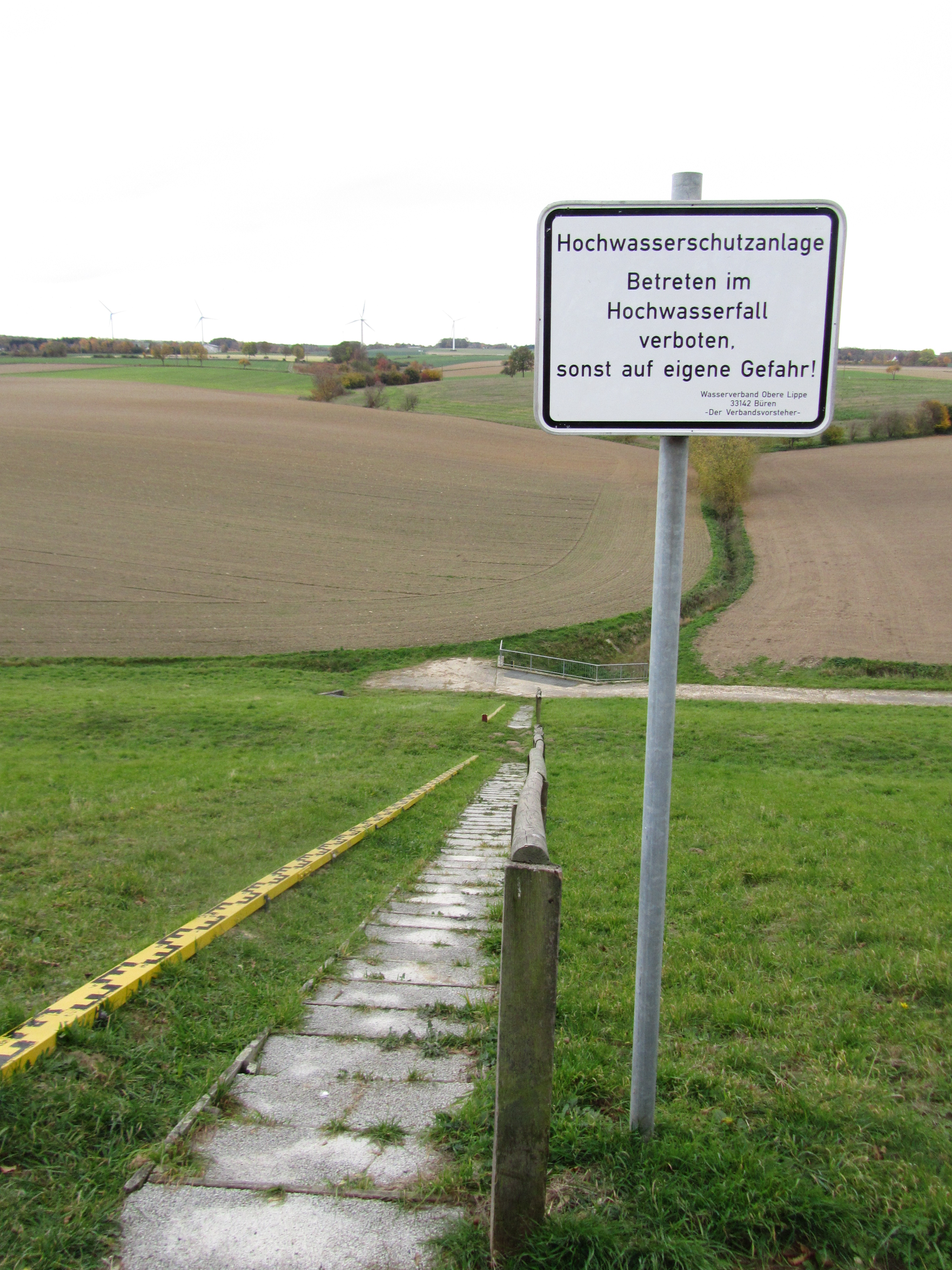
HRB Meiningsen nahe Meiningsen

Der Haarstrang selbst besitzt, anders als seine nördlichen Nachbarlandschaften, eher flachgründige, steinige und lehmige Böden aus Rendzinen und Braunerden, der für die Landwirtschaft nur hangabwärts im Norden, wo der Lössanteil merklich steigt, ertragreich ist. Dort werden vor allem Hafer, Gerste und Weizen angebaut, während ansonsten Weideland vorherrscht.
Im östlichen Teil befindet sich noch in begrenztem Maße die für die weitere Region seltene Kalkrasen-Vegetation. Die lehmige Bodenbeschaffenheit in weiten Teilen der Haar führt zu starkem oberflächlichem Wasserabfluss, im Gegensatz zur östlich davon liegenden Paderborner Hochfläche, die Karsterscheinungen zeigt (starke Versickerung, unterirdischer Abfluss). Der Wasserabfluss der Haar kann bei ergiebigem Regen über die Abflussrinnen des Höhenzugs (Schledden) am nördlichen Fuß des Höhenzugs zu plötzlich auftretenden Überflutungen führen. In den 1960er Jahren waren deshalb Todesopfer zu beklagen (Ostönnen 1968). Heute schützt man die tiefergelegenen Ober- und Unterbörden durch Hochwasserrückhaltebecken (HRB) in den Hauptrinnen, so zum Beispiel östlich von Meiningsen mit dem an der Theiningser Schledde (oder Grund) gelegenen HRB Meiningsen.

## Bodenschätze
Wirtschaftlich bedeutsam sind die Grünsandsteinvorkommen bei Anröchte (Anröchter Stein), daneben gibt es Kalkabbau bei Erwitte und Geseke. 

## Verkehr
Über den Kamm des Haarstranges verlief die historische Handelsstraße Haarweg, die in Werl vom Hellweg nach Süden abzweigte und, zu diesem parallel nach Osten verlaufend, ab Büren dem Tal der Alme folgte und in Paderborn wieder in den Hellweg mündete. Dem Westteil seines Verlaufes bis einschließlich nördlich der Möhnetalsperre folgt heute ein Abschnitt der Bundesstraße 516.
Die wichtigste Ost-West-Achse des Raumes ist allerdings die nördlich parallel über die Oberbörden verlaufende Bundesautobahn 44. Im äußersten Osten der Oberbörden liegt der Flughafen Paderborn/Lippstadt.
Die den Haarstrang in Nord-Süd-Richtung überquerende Bahnstrecke Lippstadt–Warstein dient seit 1975 nur noch dem Güterverkehr.

## Windenergie
Die exponierte Lage der Haar erlaubt eine großzügige Windkraftnutzung. Die Stromerzeugung ist hier sehr wirtschaftlich, der Wind hat in 50 Metern Höhe eine Geschwindigkeit von durchschnittlich 6 Metern pro Sekunde. Die Gemeinde Anröchte hat von 1997 bis 2011 eine Konzentrationsfläche für etwa 48 Anlagen mit einer installierten Gesamtleistung von knapp 44 Megawatt ausgewiesen. Mitte 2011 erzeugten die Anlagen im Jahresmittel 65 bis 70 Millionen kWh/a.

## Aussicht

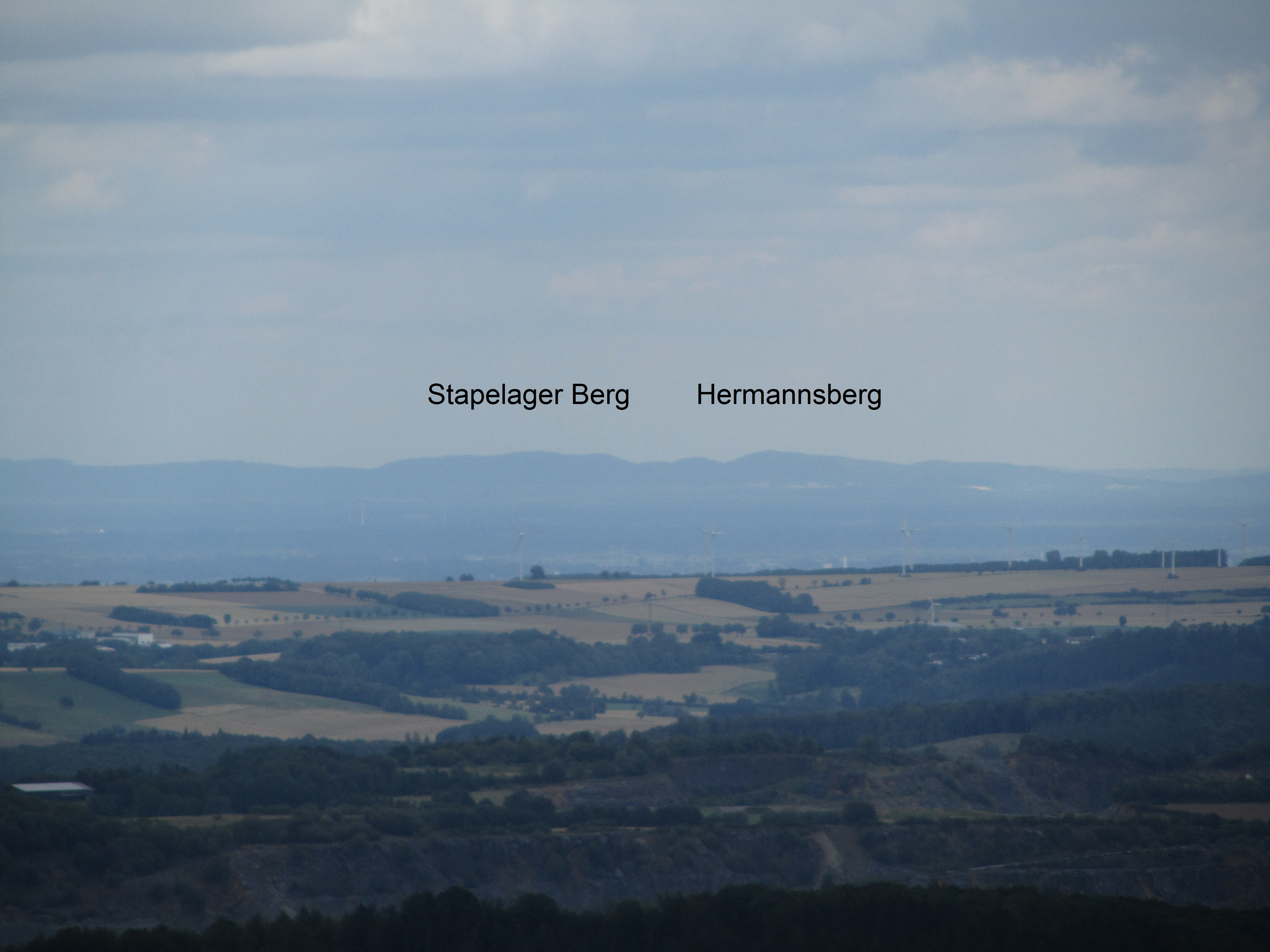
Der Haarstrang im Vordergrund, Stapelager Berg und Hermannsberg im Teutoburger Wald im Hintergrund, aufgenommen vom Lörmecke-Turm im Arnsberger Wald

Entsprechende Sichtverhältnisse vorausgesetzt, kann man von exponierten Stellen der Haar (z. B. am Bismarckturm bei Wippringsen) im Norden bis tief in die Westfälische Bucht blicken (im Nordosten bis zur Dörenschlucht im Teutoburger Wald, im Norden bis zu den Beckumer Bergen, im Nordwesten bis zu den Kraftwerken und Schornsteinen nördlich und westlich bei Hamm). Im Westen kann man bei guten Sichtbedingungen bis zu einer Entfernung von etwa 60 km den Dortmunder Fernsehturm erkennen. Der Blick nach Süden hingegen reicht tief ins Sauerland.

## Gemeinden der Haar
Auf der Haar liegen, von West nach Ost, die folgenden Gemeinden:
- Schwerte
- Dortmund-Lichtendorf
- Holzwickede (südliche Ortsteile wie Opherdicke und Hengsen mit Haus Opherdicke)
- Unna (Ortsteile Billmerich, Kessebüren und Siddinghausen im Süden und Südosten der Stadtgemarkung)
- Fröndenberg (westliche, nördliche und östliche Ortsteile – ohne Kernort, sowie die Ortsbereiche Hohenheide und Mühlenberg)
- Wickede (Ruhr) (Norden der Gemarkung und Nordhälfte des Kernortes)
- Werl (Werler Wald im äußersten Süden der Gemarkung)
- Ense (fast komplette Gemarkung)
- Möhnesee (nördlichere Ortsteile)
- Soest (Ortsteil Lendringsen im Süden)
- Bad Sassendorf (Herringser Höfe und Siedlung Im Kamp im äußersten Süden)
- Warstein (Ortsteil Waldhausen im Norden)
- Anröchte (Ortsteil Uelde im äußersten Süden)
- Rüthen (Norden des Kernortes und Ortsteile knapp nördlich bzw. nordwest/östlich davon)
- Büren (Gebiete südwestlich der Kernstadt)